# جو دوبيوك
جو دوبيوك Joe Dubuque (من مواليد 17 مايو 1982) هو مصارع أمريكي سابق يشار إليه عادة باسم "ذا تشامب". 